# Fadrique de Vargas y Manrique
Fadrique de Vargas y Manrique (Madrid, ca. 5 de desembre de 1568–ídem, 12 de desembre de 1653) va ser un noble castellà, I marquès de San Vicente del Barco.
Fill de Francisco de Vargas, i de Francisca Chacón, va néixer a la parròquia de San Pedro el Real, a la vila de Madrid, on va rebre baptisme el 5 de desembre de 1568. L'any 1606, el rei Felip III de Castella li va atorgar l'hàbit de l'orde de Sant Jaume en virtut del títol de 23 de febrer de 1607. D'altra banda, va ser mariscal de Castella, gentilhome de boca del rei, corregidor de la ciutat de Burgos i, segons Salazar, també de Madrid. El 27 de juliol de 1627, el nou rei Felip IV va concedir-li el títol de vescomte de Villatoquite i el 30 de març de 1629 el de marquès de San Vicente del Barco. Després de la seva assistència a la Jura del príncep Baltasar Carles el 7 de març de 1632, va passar a Flandes servint com majordom del cardenal-infant Ferran d'Àustria. Va fer testament el 6 de desembre de 1653 davant de l'escrivà Juan Manrique i va morir el dia 12 del mateix mes a la casa pairal de la família, al costat de la parròquia de San Andrés, on va rebre sepultura.
Va casar-se dues vegades, en primeres núpcies amb María de Ávila y Bracamonte, amb qui va tenir a Francisca de Vargas el 1595, que va casar-se amb el comte de Basto y després a Francisco de Tapia y Leyva; es va casar en segones núpcies el 26 d'octubre de 1625 amb María de Toledo y Silva, germana del marquès de Floresta, morta el 1656 i enterrada amb el marquès de San Vicente.